# Villabé
Villabé é uma comuna francesa localizada na Île-de-France.